# لیزا اک
لیزا اک (انگلیسی: Lisa Ek؛ زادهٔ ۱۵ سپتامبر ۱۹۸۲) بازیکن فوتبال اهل سوئد است.
از باشگاه‌هایی که در آن بازی کرده‌است می‌توان به باشگاه فوتبال روزنگرد و باشگاه فوتبال فیورنتینا اشاره کرد.